# 烽火系列卫星
烽火系列卫星是中国人民解放军的窄带战术移动通信卫星，由中国空间技术研究院研制，卫星工作于地球静止轨道，主要用于中远距离移动通信和协同通信，该系列卫星对外以中星系列卫星名义公开。

## 背景
中国人民解放军早期的卫星通讯主要依靠军民两用的东方红二号系列通信卫星，20世纪90年代中期，中国开始发展军队专用的通信卫星系统，其中包括用于战术通信的烽火系列卫星和用于战略通信的神通系列卫星。

## 型号

### 烽火一号
烽火一号是中国第一代窄带战术通信卫星，对外又称中星22号。卫星从1992年开始研制，最初计划使用基于东方红二号甲卫星的消旋平台，由彭守诚担任项目总师兼总指挥，1995年改用东方红三号卫星平台，孙家栋任总设计师，戚发轫任总工程师。卫星质量2310千克，装有13路转发器，其中5路UHF波段、7路C波段和1路UHF/C波段交链转发器，卫星设计寿命8年。
01星于2000年1月26日由长征三号甲火箭成功发射，02星于2006年9月13日由长征三号甲火箭成功发射，两颗卫星均定点于东经98度赤道上空。

### 烽火二号
烽火二号是中国第二代窄带战术通信卫星，对外又称中星1A/C/D/E，采用东方红四号平台，卫星质量5320千克，工作频段为UHF、C和Ka波段，采用Ka波段可移动自适应调零天线和4.2米UHF伞状天线，卫星设计寿命11年。目前该系列已有四颗卫星在轨工作，分别于2011年9月19日、2015年12月10日和2021年11月27日由长征三号乙火箭以及2022年9月13日由长征七号甲火箭发射。

### 烽火三号
烽火三号是中国第三代窄带战术通信卫星，对外又称中星3A/B。目前该系列已有两颗卫星在轨工作，分别于2024年6月29日和2025年5月20日19时50分由长征七号甲火箭发射。

## 卫星一览
| 序号 | 卫星             | COSPAR ID | 衛星目錄序號 | 卫星平台 | 载荷 | 发射载具           | 发射时间（UTC+8）          | 发射地点         | 定点 | 轨道 | 状态 |
| ---- | ---------------- | --------- | ------------ | -------- | ---- | ------------------ | -------------------------- | ---------------- | ---- | ---- | ---- |
| 1    | 中星22（烽火1）  | 2000-003A | 26058        | DFH-3    |      | 长征三号甲运载火箭 | 2000年1月26日 00时45分05秒 | 西昌卫星发射中心 | 98°E | GEO  | 在轨 |
| 2    | 中星22A（烽火1） | 2006-038A | 29398        | DFH-3    |      | 长征三号甲运载火箭 | 2006年9月13日 00时02分     | 西昌卫星发射中心 | 98°E | GEO  | 在轨 |
| 3    | 中星1A（烽火2A） | 2011-047A | 37804        | DFH-4    |      | 长征三号乙运载火箭 | 2011年9月19日              | 西昌卫星发射中心 |      | GEO  | 在轨 |
| 4    | 中星1C（烽火2C） | 2015-073A | 41103        | DFH-4    |      | 长征三号乙运载火箭 | 2015年12月10日             | 西昌卫星发射中心 |      | GEO  | 在轨 |
| 5    | 中星1D（烽火2D） | 2021-114A | 49505        | DFH-4    |      | 长征三号乙运载火箭 | 2021年11月27日 0时40分     | 西昌卫星发射中心 |      | GEO  | 在轨 |
| 6    | 中星1E（烽火2E） | 2022-112A | 53813        | DFH-4    |      | 长征七号甲运载火箭 | 2022年9月13日 21时18分     | 文昌航天发射场   |      | GEO  | 在轨 |